# Fastball Music
Fastball Music ist ein Label aus Elsdorf in Deutschland, gegründet im Jahr 2011, welches in den Genres Rock, Metal und Alternative veröffentlicht.

## Labelstruktur
Fastball Music (LC 15471) veröffentlicht und vertreibt seinen bestehenden Musikkatalog unter anderem über die zum Mutterunternehmen Bob-Media Verwaltungsgesellschaft mbH (LC 13802), gegründet 2005, gehörigen Brands Area Db, Echozone (LC 14522), Hammersound, Sonic Revolution. Weitere Vertriebspartner sind Soulfood, Rock inc., Nonstop Music. Des Weiteren erfolgt eine digitale Verbreitung über die üblichen Streamingplattformen, unter anderem iTunes, Amazon und Spotify.

## Künstler (Auswahl)
- Adrenaline 101
- Alev
- Almost Human
- Ancient Myth
- Balflare
- Blowsight
- Blynd
- The Boyscout
- Cancer
- Charing Cross
- Chervilled
- Chris Kramer
- C.T.P*
- Christian Tolle Project
- Cloudberry
- Contracrash
- Cornerstone
- Cosmic Tribe
- Crown of Glory
- CroworD
- Cunning Mantrap
- Dada (Ante Portas)
- Darker Half
- Defuse
- Demonhead
- DevilsBridge
- Die Blumen
- Dignity
- Draven
- Emerald Sun
- Emergency Gate
- The End A.D.
- Epsylon
- Exess
- Fairytale
- Fateful Finality
- Flying Circus
- Fourever
- Franz K.
- From Hell
- Fudge
- Garden of Eden
- Gasmac Gilmore
- George Hennig
- Hellride
- Horizons Edge
- Human Zoo
- HungryHeart
- Inner Axis
- Jaded Heart
- KrashKarma
- Loxodrome
- The Lucky Punch
- Luke Gasser
- Magical Heart
- Malefistum
- Mario Percudani
- Matt Boroff & The Mirrors
- Maxxwell
- Mind of Doll
- Mirrorplain
- Montage
- Nachtschatten
- Nadine Kraemer Band
- Nasty Bulletz
- Need2Destroy
- Pleasureagony
- Project: Midnight
- Pump
- Purpendicular
- Rauschardt
- Razzmattazz
- Rebellious Spirit
- Red Dead Roadkill
- Red Raven
- Redeem
- Reflection
- Revolving Door
- Robin Beck
- Rocketchief
- Science of Disorder
- She Zoo
- Sideburn
- Silent Art Orchestra
- Silver Dust
- The Smalltown Rockets
- Smokey Fingers
- Solitude
- Sons of Sounds
- Steelmade
- Steorrah
- Stier
- Subway
- Syrence
- Tempesta
- Thomas Maos
- Tokyo Blade
- Tracenine
- TraumeR
- Tri State Corner
- Tribal
- The True Symphonic Rockestra
- The Unfading Beauty
- Vanish
- Vivian
- Wardress
- Wicked Temptation
- Xclaym
- Zill
- Zoo Army